# Quintus Glitius Atilius Agricola

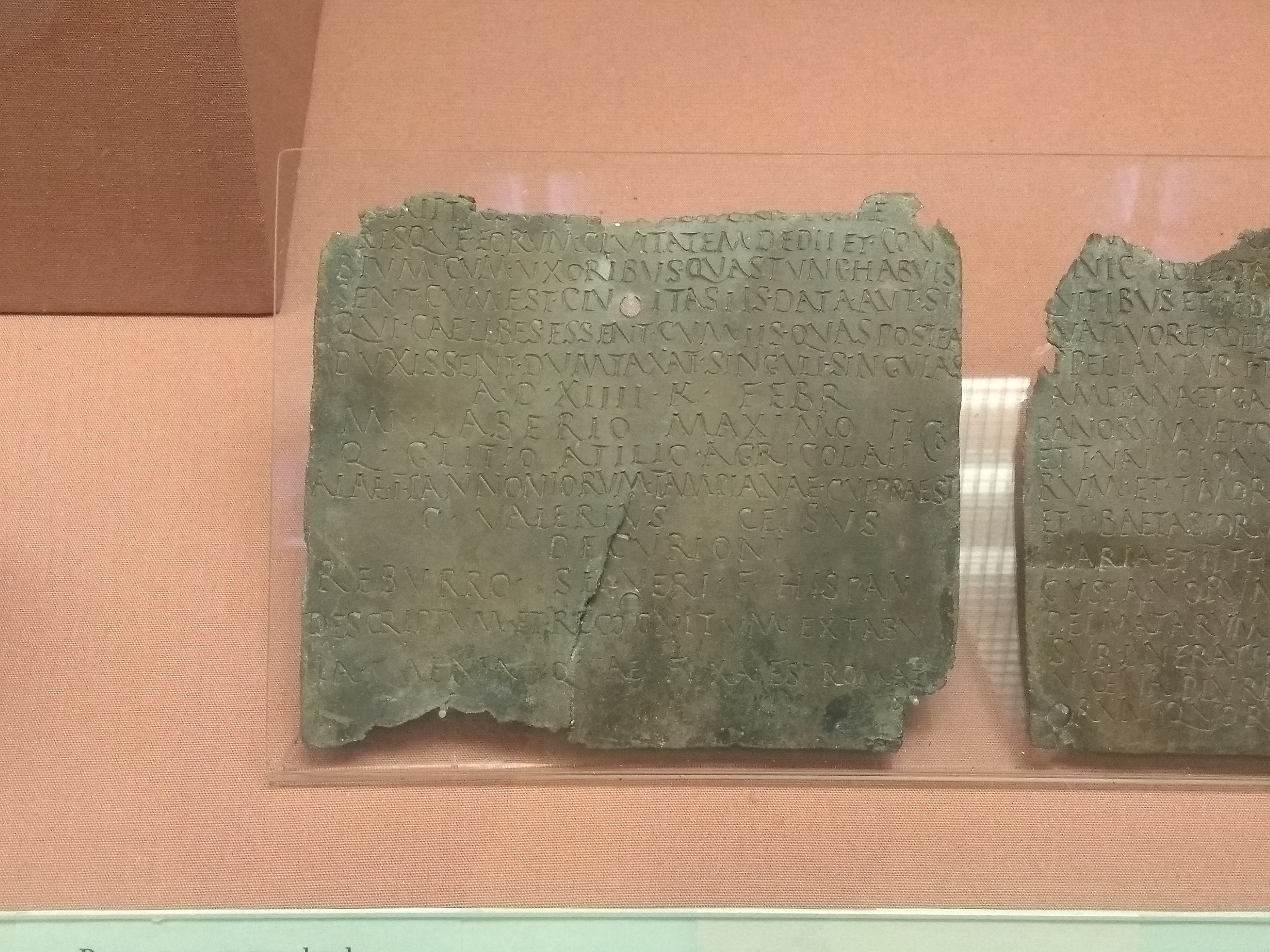
Das Militärdiplom

Quintus Glitius Atilius Agricola (* um 51/52) war ein römischer Senator des späten 1. und frühen 2. Jahrhunderts.
Er entstammte wohl der Familie der Atilii und wurde von einem Angehörigen der senatorischen gens der Glitii adoptiert, die aus Augusta Taurinorum, dem heutigen Turin, stammte. Agricola begann seine senatorische Laufbahn (cursus honorum) als decemvir stlitibus iudicandis, war später Militärtribun der Legio I Italica (stationiert in Novae in Moesia), Quästor des Kaisers Vespasian, kurulischer Ädil, Prätor, Legat der Provinz Hispania Tarraconensis, Legat der Legio VI Ferrata und Statthalter der Provinz Gallia Belgica zur Zeit des Kaisers Nerva. Durch Militärdiplome, die zum Teil auf den 9. September 97 datiert sind, ist belegt, dass er 97 zusammen mit Lucius Pomponius Maternus Suffektkonsul war. Weitere Militärdiplome, die zum Teil auf den 19. November 102 datiert sind, belegen, dass er von 100/101 bis 102/103 Statthalter von Pannonien war. Unter Trajan nahm am Ersten Dakerkrieg teil. Durch ein Militärdiplom, das auf den 19. Januar 103 datiert ist, ist belegt, dass er sein zweites Suffektkonsulat im Jahr 103 bekleidete. Er beschloss seine Laufbahn in den folgenden Jahren als Stadtpräfekt.
Agricola war Septemvir epulonum und sodalis Augustalis Claudialis.